# Onduleur solaire
 (novembre 2024).
Si vous disposez d'ouvrages ou d'articles de référence ou si vous connaissez des sites web de qualité traitant du thème abordé ici, merci de compléter l'article en donnant les références utiles à sa vérifiabilité et en les liant à la section « Notes et références ».

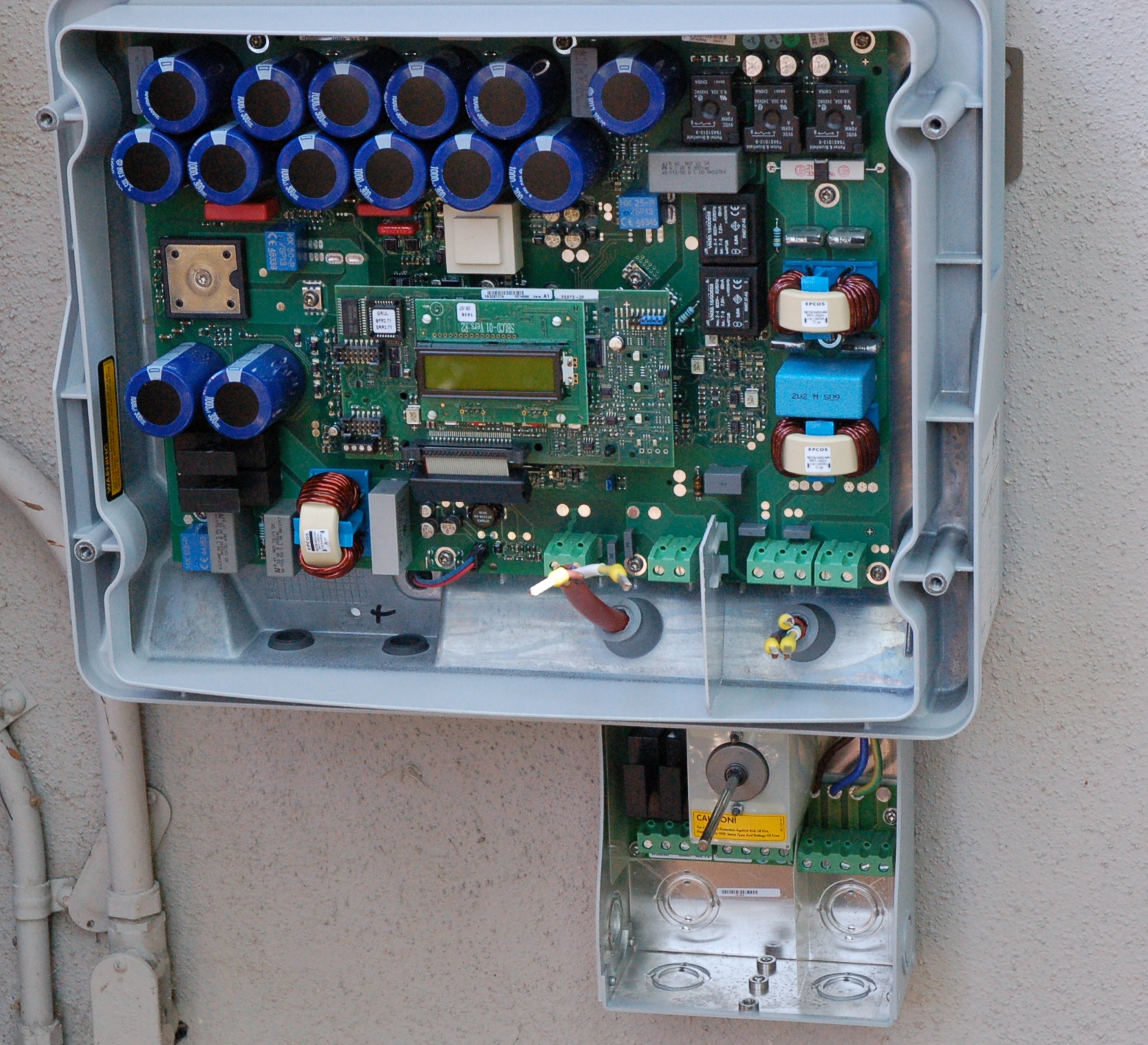
Vue d'un onduleur solaire Sunny Boy 3000

Un onduleur solaire (parfois commercialisé sous le nom de variateur solaire, convertisseur solaire ou onduleur photovoltaïque) est un onduleur convertissant le courant continu de l'énergie photovoltaïque issue d'un panneau solaire en courant alternatif.

## Plusieurs types d'onduleur
Il existe 3 types d'onduleurs solaires :
1. Les onduleurs autonomes ou offgrid
2. Les onduleurs reliés au réseau (en) ou ongrid
3. Les onduleurs hybrides

## Technologie

### Maximum power point tracker
Les onduleurs solaires utilisent la technique du maximum power point tracker. Un système MPPT est un ensemble de composants incluant des onduleurs, des chargeurs de batteries, et des panneaux solaires. L'objectif est d'obtenir la puissance maximale possible depuis un (ou plusieurs) panneau photovoltaïque. L'énergie délivrée par les cellules photovoltaïques dépend d'une équation complexe mettant en relation le rayonnement solaire, la température, et la résistance totale du circuit, ce qui conduit à une puissance de sortie non linéaire. Le principe de fonctionnement du système est d'analyser en permanence la sortie du panneau solaire, afin d'appliquer la résistance la plus appropriée pour un environnement et des conditions donnés.

### Protection contre l'îlotage
L'îlotage consiste à maintenir l'alimentation du réseau 'local' par le générateur si le réseau 'global' venait à se couper. Cette technique sert typiquement à assurer l'alimentation de circuit vitaux pour les hommes, les machines ou la sécurité. Dans le cas d'un îlotage, le fonctionnement souhaité est que le générateur prenne le relais du réseau principal.
Ce fonctionnement en îlotage n'est généralement pas autorisé. Les réglementations prévoient généralement qu'un onduleur relié au réseau se coupe automatiquement si une défaillance du réseau provoque une coupure électrique. Cela permet d'éviter que l'onduleur continue à alimenter une petite partie du réseau, dénommée « île », car cela représenterait un danger pour le personnel amené à intervenir sur le réseau (le réseau principal étant coupé, l'intervenant pense être en sécurité, alors que le générateur a pris le relais).

## Micro-onduleurs
Un Micro-onduleur est un onduleur de petite taille fixé en général directement au dos du panneau photovoltaïque, permettant ainsi de limiter la longueur du câblage sur la partie courant continu. Ce type d'onduleur permet ainsi de bénéficier d'un système MPPT pour chacun des panneaux photovoltaïques ce qui a pour effet d'améliorer la production de chaque panneau dans un champ de panneaux. On trouve aussi des micro-onduleurs pour deux ou quatre panneaux. Ce type d'onduleur permettant de collecter l'électricité "panneau par panneau" s'utilise particulièrement sur des champs de panneaux avec des orientations différentes, des masques, ou des panneaux ayant des puissances différentes (typiquement pour faire évoluer une installation sur plusieurs années en rajoutant des panneaux), des micro-installations. La contrepartie est un coût d'investissement plus élevé. Mais sur le court-moyen-long terme on peut prévoir une meilleure rentabilité qu' avec un onduleur central  ( à vérifier toutefois pour des champs de panneaux homogènes).
L'avantage du micro-onduleur est qu'il ne gère qu’un seul panneau solaire à la fois. Chaque panneau dispose ainsi de son propre micro-onduleur et produit de l’électricité de façon indépendante, sans jamais affecter la productivité des autres modules. Ainsi, chaque module produit son niveau optimal et n’est plus « bridé » par les autres. Le niveau de production est ainsi optimisé. 